# 德拉亨湖 (基爾)
54°17′48″N 10°06′05″E / 54.2967°N 10.1014°E

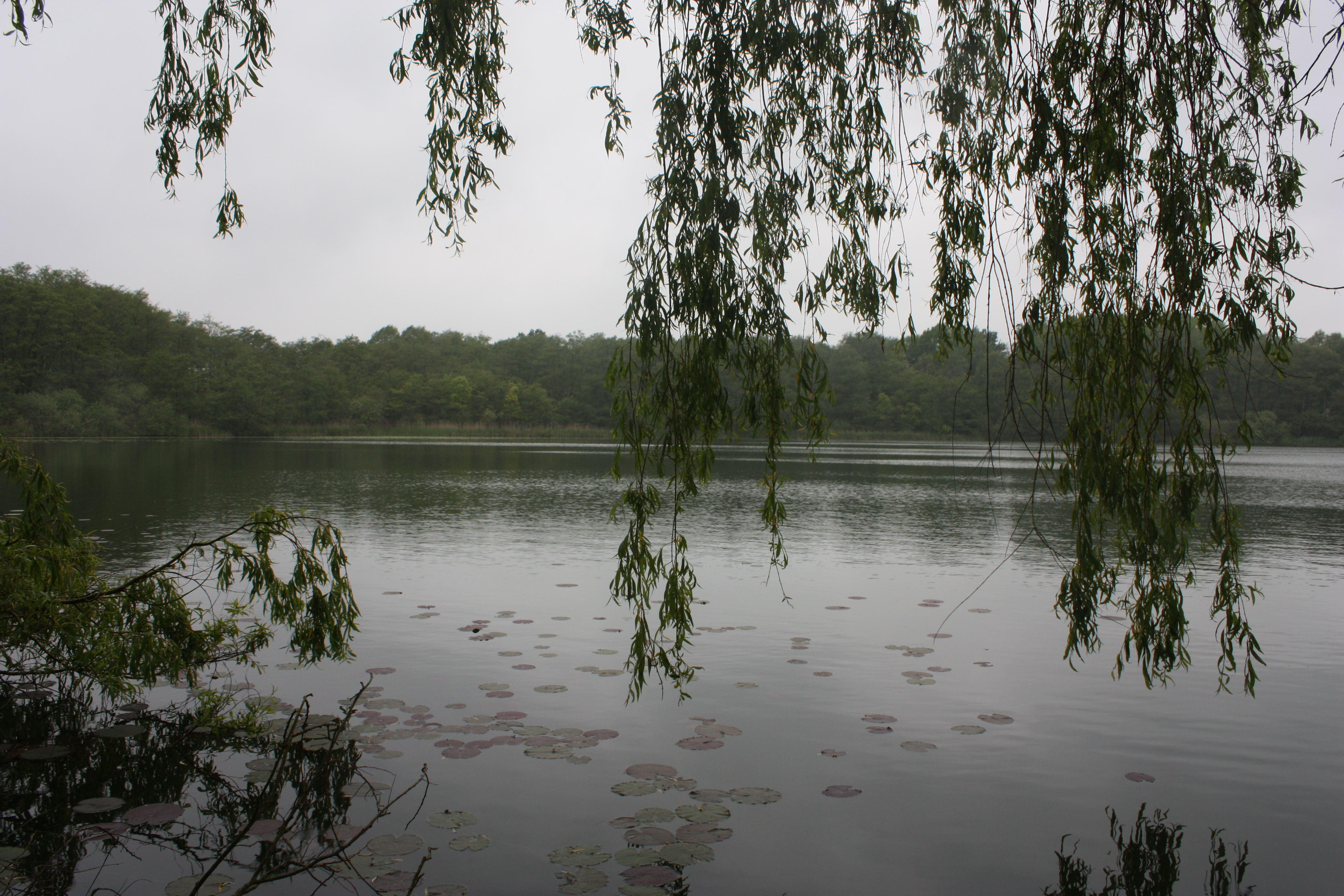

德拉亨湖（德語：Drachensee），是德國的湖泊，位於該國北部石勒蘇益格-荷爾斯泰因州，處於基爾西部，面積0.07平方公里，平均水深3米，最大水深6米，湖岸線長度1.1公里。